# The Territory
The Territory é um documentário em longa-metragem coproduzido internacionalmente entre Brasil, Estados Unidos e Dinamarca e lançado em 2022, com direção assinada por Alex Pritz. A filmagem segue um jovem líder indígena do povo Uru-eu-wau-wau lutando contra fazendeiros, colonizadores e colonos que invadem uma área protegida da Floresta Amazônica. 
Filmado em Rondónia, no norte do Brasil entre 2018 e 2020, o filme utiliza quase exclusivamente material de origem primária, incluindo filmagens produzidas diretamente pelos Uru-eu-wau-wau. Darren Aronofsky atua como produtor a partir da Protozoa Pictures.
O filme teve sua estreia mundial no Festival de Cinema de Sundance em 22 de janeiro de 2022. Foi lançado em cidades selecionadas nos Estados Unidos e Canadá em 19 de agosto de 2022, pela National Geographic Documentary Films e Picturehouse com um lançamento mais amplo a seguir. Sua presença em festivais internacionais incluiu uma série de indicações a prêmios e vitórias, incluindo em Sundance e Telluride. Os críticos elogiaram sua cinematografia, bem como o retrato autêntico da tensão entre povos indígenas e colonos no Brasil contemporâneo.
Ainda em 2022, adentrou a listra preliminar da 95.ª Premiação da Academia de Cinema de Hollywood - Oscar - na categoria de Melhor Documentário de Longa Metragem. Todavia, acabou não sendo indicado a cerimônia.

## Sinopse
Rondônia. Brasil. No roteiro, é explorada a maneira na qual os indígenas da tribo Uru-eu-wau-wau lidam com as queimadas, disputas por territórios e sua força para tentar manter a Floresta Amazônica junto a ativistas ambientalistas. O contexto se dá após a eleição de Jair Bolsonaro, em que a tomada branca de terras indígenas é apresentada como um movimento quase legal, tacitamente incentivado pelo governo.

## Lançamento
O filme teve sua estreia mundial no Festival de Cinema de Sundance de 2022 em 22 de janeiro de 2022. Pouco depois, a National Geographic Documentary Films adquiriu os direitos de distribuição do filme. Foi lançado nos Estados Unidos em 19 de agosto de 2022.

## Recepção

### Resposta da Crítica
No Rotten Tomatoes, o filme possui 97% de aprovação com base em 63 avaliações, com nota média de 8/10. O consenso dos críticos do site diz: "Visualmente impressionante, formalmente revigorante e, finalmente, enfurecedor, The Territory é um poderoso documentário de defesa com o coração de um thriller".Metacritic, que utiliza uma média ponderada, deu ao o filme uma pontuação de 83 em 100 com base em 17 críticos, indicando "aclamação universal".
Os críticos reconhecem que The Territory é um filme de defesa, e não um documentário estritamente desinteressado. O The New York Times observa em sua crítica que os indígenas e os colonos "recebem quantidades quase iguais de tempo na tela", mas que "Pritz não traça uma falsa equivalência entre os dois; na verdade, quanto mais tempo é gasto com os agricultores, mais alarmante se torna sua lacuna de compreensão em relação ao Uru Eu Wau Wau." A sensação de intimidade criada por retratos pessoais imediatos de perspectivas conflitantes é elogiada nas críticas, intensificada por visuais impressionantes e desenho de som. O LA Times denomina o filme como "um retrato emocionante de uma comunidade em perigo". Uma revisão mais crítica em RogerEbert.com reconhece a cinematografia, mas sugere que a narrativa herói-vilão arrisca a simplicidade e se torna monótona.

## Ver Também
- Controvérsias envolvendo Jair Bolsonaro
- Povos indígenas do Brasil
- Desmatamento da Floresta Amazônica

## Ligações Externas
- The Territory. no IMDb.